# American Society for Engineering Education
Die American Society for Engineering Education (ASEE) mit Sitz in Washington, D.C. wurde 1893 gegründet und ist eine der ältesten Organisationen, die sich mit der Ausbildung in den Ingenieurdisziplinen befasst.
Sie ist das Gegenstück zur 1973 gegründeten Europäischen Gesellschaft für Ingenieurausbildung (SEFI). International agiert die Internationale Gesellschaft für Ingenieurpädagogik (IGIP).
Hauptaufgabe der ASEE ist die Entwicklung, Modernisierung und Verbesserung der Ingenieurausbildung in den Vereinigten Staaten. Dieser Aufgabe kommt eine immer größere Bedeutung zu, weil gerade in den USA (ebenso wie in Europa) die Anfängerzahlen der Ingenieurstudierenden weit hinter dem erwarteten Bedarf der nächsten Jahre und Jahrzehnte zurückbleiben. Die ASEE veranstaltet jährlich stattfindende Fachtagungen („ASEE Annual Conference“) mit großer internationaler Beteiligung, sowie Seminare und Workshops zu Schwerpunktthemen, die rotierend an verschiedenen Orten in den USA stattfinden. Sie ist der Herausgeber verschiedener Journale, darunter dem mehrfach ausgezeichneten PRISM Magazine, das sich mit allen gesellschaftlich relevanten Aspekten rund um den Ingenieurberuf befasst, dem Journal of Engineering Education (eher wissenschaftsorientiert), dem Journal „Advances in Engineering Education“ (eher praxisorientiert) sowie verschiedener internationaler Zeitschriften.

## Einzelnachweis
1. ↑  ASEE PUBLICATIONS. Abgerufen am 29. Oktober 2022 (englisch).